# Caenolampis osae
Caenolampis osae is een rechtvleugelig insect uit de familie Romaleidae. De wetenschappelijke naam van deze soort is voor het eerst geldig gepubliceerd in 1973 door Roberts.